# Eugenia nipensis
Eugenia nipensis är en myrtenväxtart som beskrevs av Ignatz Urban. Eugenia nipensis ingår i släktet Eugenia och familjen myrtenväxter. Inga underarter finns listade i Catalogue of Life.